# Sörby kyrka, Östergötland
Sörby kyrka var församlingskyrka i Sörby församling, Linköpings stift och låg intill byn Sörby utanför Mjölby. Kyrkan revs 1791.

## Historik
Sörby kyrka var 11 meter lång med koret och 5 meter bred. 1753 byggdes kyrkan till på västra sidan och blev då 20 1⁄4 aln (12 meter) lång och 10 3⁄4 aln (6,5 meter) bred.
Innan kyrkans revs såldes de flesta inventarierna. Det som såldes var: 4 styrstolar, 4 bänkar, predikstol, krucifix från altaruppsatsen, altarbord, krucifix, kyrkväktarstav, vinkanna, oblatask, altarljusstakar i malm. Kyrkans rökelsekar skänktes till Linköpings stiftsbibliotek. Sörby kyrkan revs 1791.

## Inventarier
- Altartavla bestod av ett gavelfönster med en pelare på vardera sida. Omkring dom var en krans i trä av en bildhuggare. Över fönstret hängde ett krucifix, samt bilder på de fyra evangelisterna.[1]
- Altardisk.[1]
- Predikstolen i trä hade bilder på frälsaren och evangelisterna.[1]
- Klockstapel i trä med två klockor. Storklockan gjuten 1702. Lillklockan gjuten 1758 av Magnus Hultman, Norrköping och beställdes av nådårspredikanten Lars Gabriel Eneroth i Mjölby. Den har inskriptionen: År 1758 under K. ADOLPH FRIEDRICHS regering, ær thenna Klocka förfærdigad med Sörby Kyrkos och Församlingens kostnad. Bestæld af Mag. L. G. Eneroth, Nådar-Prædikant uti Miölby och Sörby. Guten af Magn. Hultman.[1]

Folket kallas af mitt ljud,

Til at bedja, sjunga, höra,

Ach at nåden måtte röra

Alla til at söka GUD!

## Runskrift
- På tröskeln till kyrkan har Östergötlands runinskrifter 197 legat.[1]

## Bilder

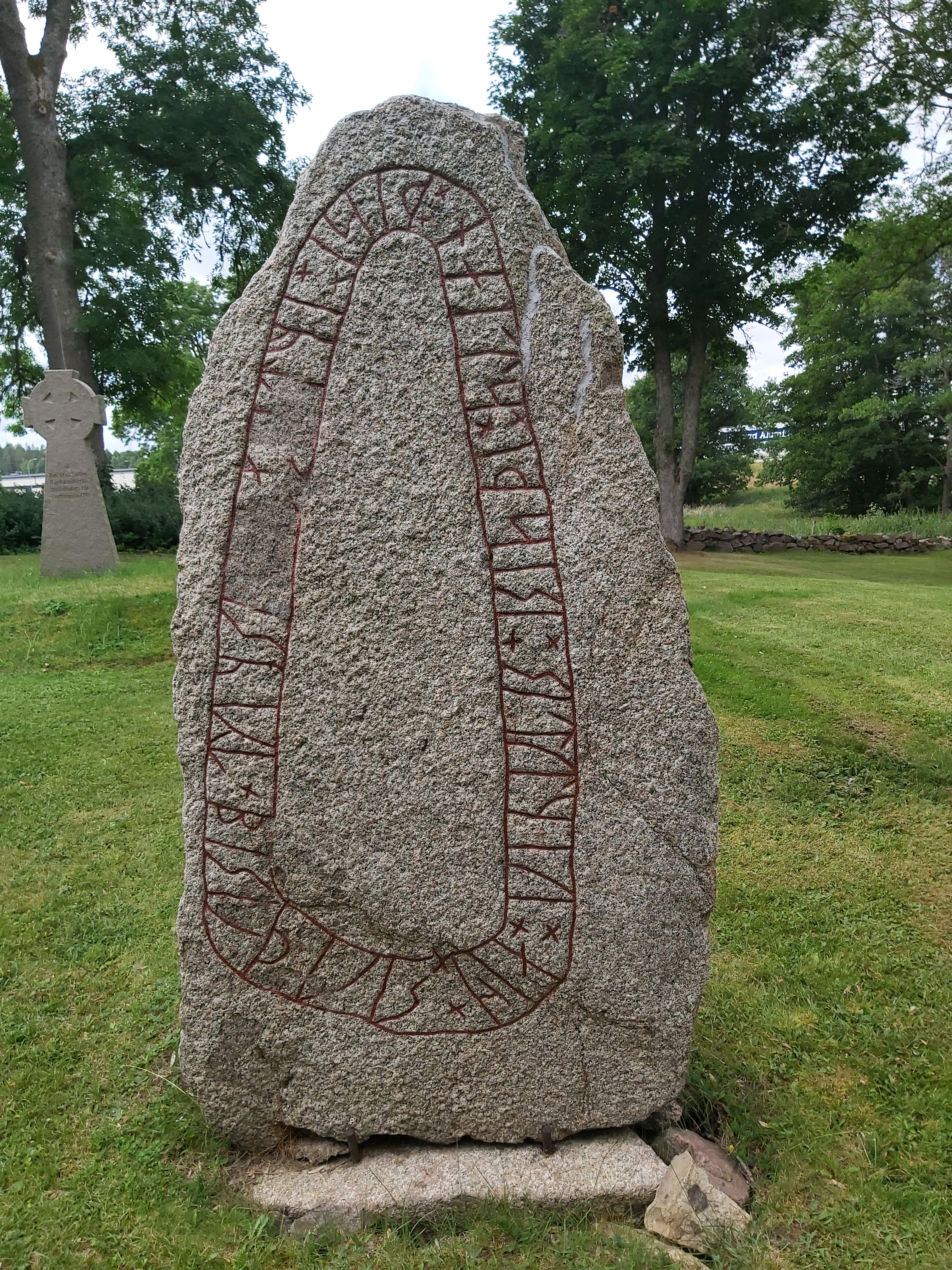
Runsten Ög 197 vid Sörby kyrkoruin
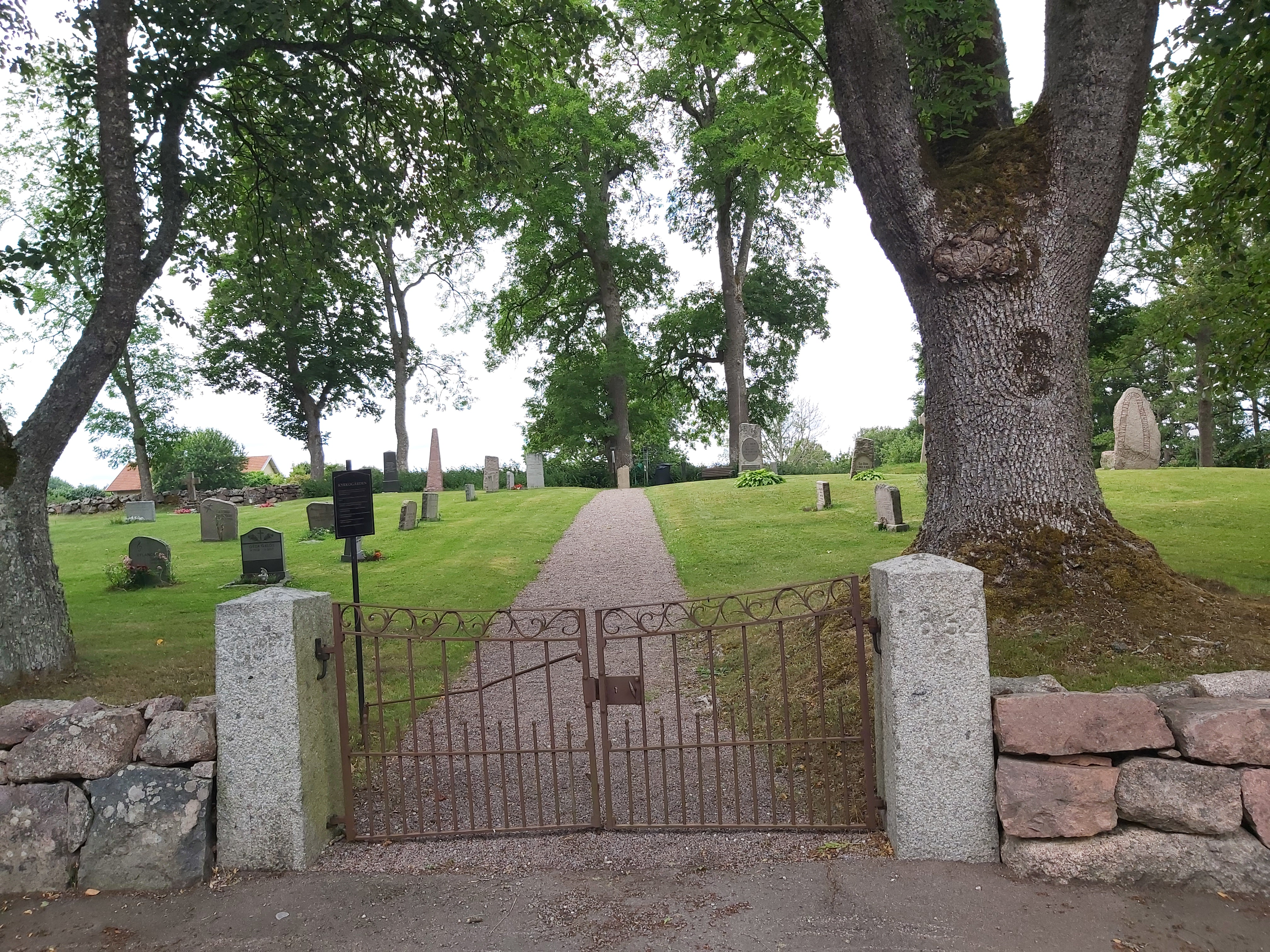
Ingång till Sörby kyrkogård
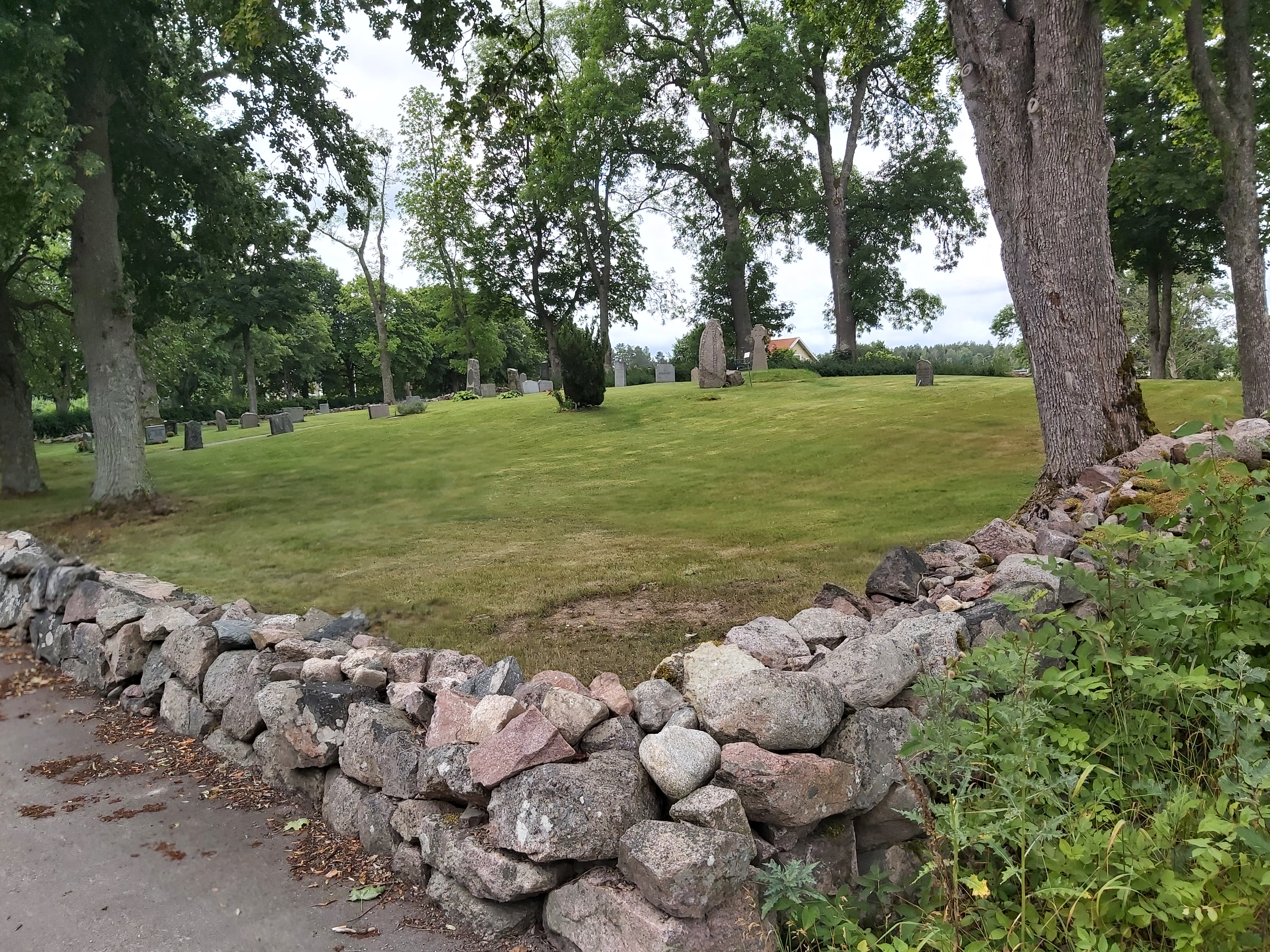
Muren till Sörby kyrkogård
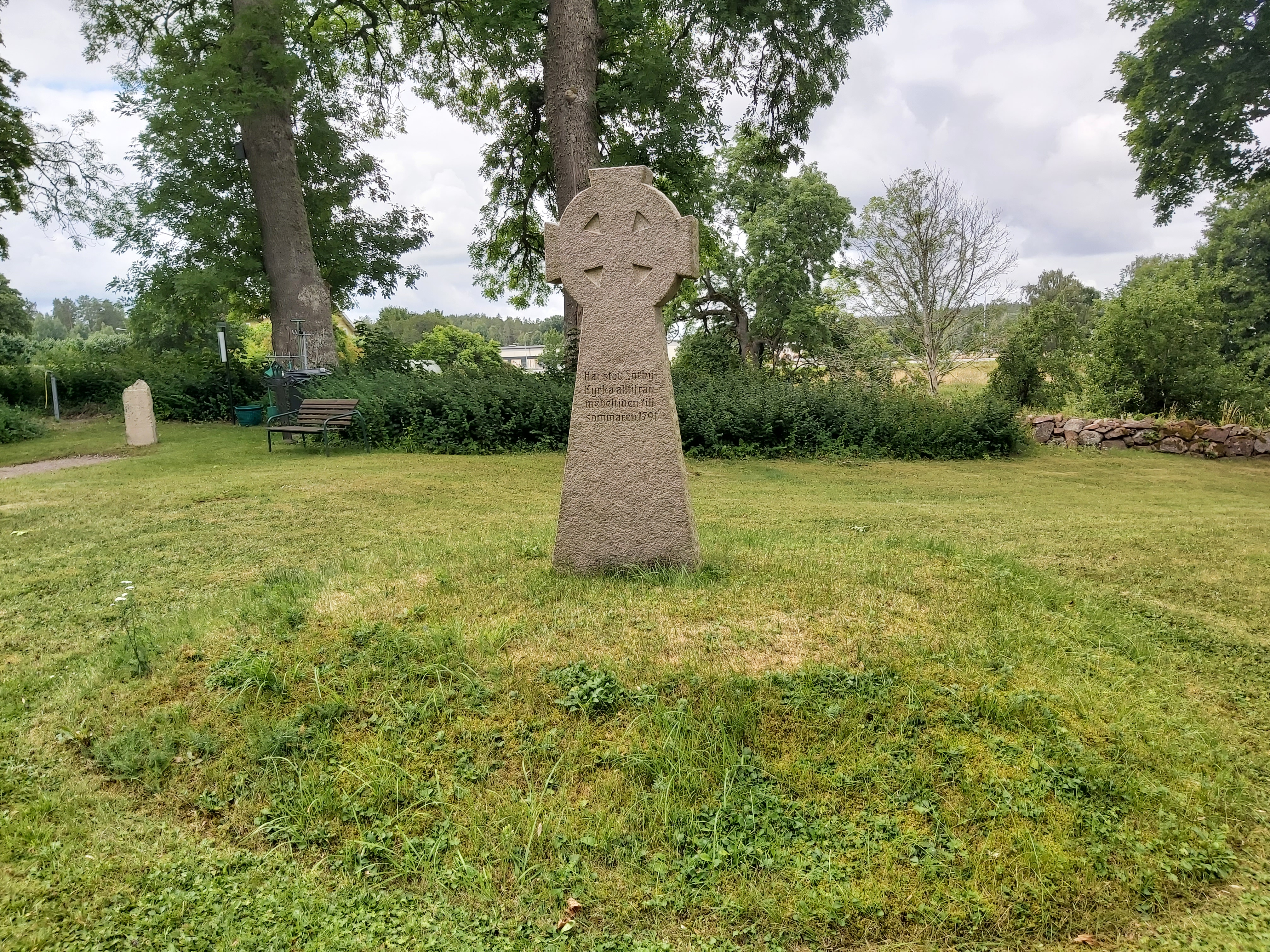
Minnesstenen på Sörby kyrkgård.